# Buserelin
Buserelin ist die Abkürzung für Butylserylrelin und beschreibt einen hormonell wirksamen Arzneistoff, der als GnRH-Analogon wirkt.

## Struktur
Buserelin ist ein analog zum Gonadotropin-Releasing-Hormon (GnRH) wirkendes, synthetisches Nonapeptid mit der Primärstruktur: Pyr–His–Trp–Ser–Tyr–D-Ser(tBu)–Leu–Arg–Pro-NH-Et.
Gegenüber dem GnRH wurde die Aminosäure Glycin an Position 6 gegen O-tert-Butyl–D-Serin ausgetauscht, die C-terminale Aminosäure Glycin entfernt und der C-Terminus als Ethylamid geschützt. Die chemische Abwandlung führt zu einer erhöhten Resistenz gegen den enzymatischen Abbau durch Peptidasen und zu einer lang anhaltenden Gonadotropinfreisetzung bei wesentlich verringerter Wirkstoffdosis gegenüber GnRH. Buserelin ist hundert- bis zweihundertfach wirksamer als natürliches GnRH.

## Wirkung
Der Wirkstoff bindet in der Hypophyse agonistisch an den GnRH-Rezeptor und führt so zur Sekretion eines weiteren Hormons, des Luteinisierenden Hormons (LH), sowie in weniger starkem Umfang, des Follikelstimulierenden Hormones (FSH). Letztlich bewirkt eine pulsatile Verabreichung von Buserelin die  Reifung der Ovarialfollikel im Eierstock und eine Ovulation. Dies macht man sich bei der Behandlung von Eierstockzysten und bei der künstlichen Befruchtung zunutze, in der Tiermedizin auch für den Ovar-Stimulationstest.
Bei kontinuierlicher Stimulierung des Rezeptors über mehr als 24 Stunden kommt es zu einer paradoxen Hemmung, da es zu einer Rezeptor-Desensibilisierung kommt, woraufhin die LH-Sekretion trotz Bindung des fördernden Hormons unterdrückt wird. Als Folge dessen wird im Hoden die Produktion des männlichen Geschlechtshormons Testosteron auf Kastrationsniveau unterdrückt. Dieser Mechanismus wird zur Behandlung testosteronabhängiger Tumoren, vor allem bei fortgeschrittenem Prostatakrebs ausgenutzt. Außerdem findet Buserelin Anwendung in der Brustkrebs-Behandlung.

## Handelsnamen
Monopräparate
Metrelef (D), Profact (D), Suprecor (A), Suprefact (CH)
In der Tiermedizin wird es als Receptal oder als Veterelin vertrieben und zur Brunstsynchronisation eingesetzt.